# Leonardo Fernández

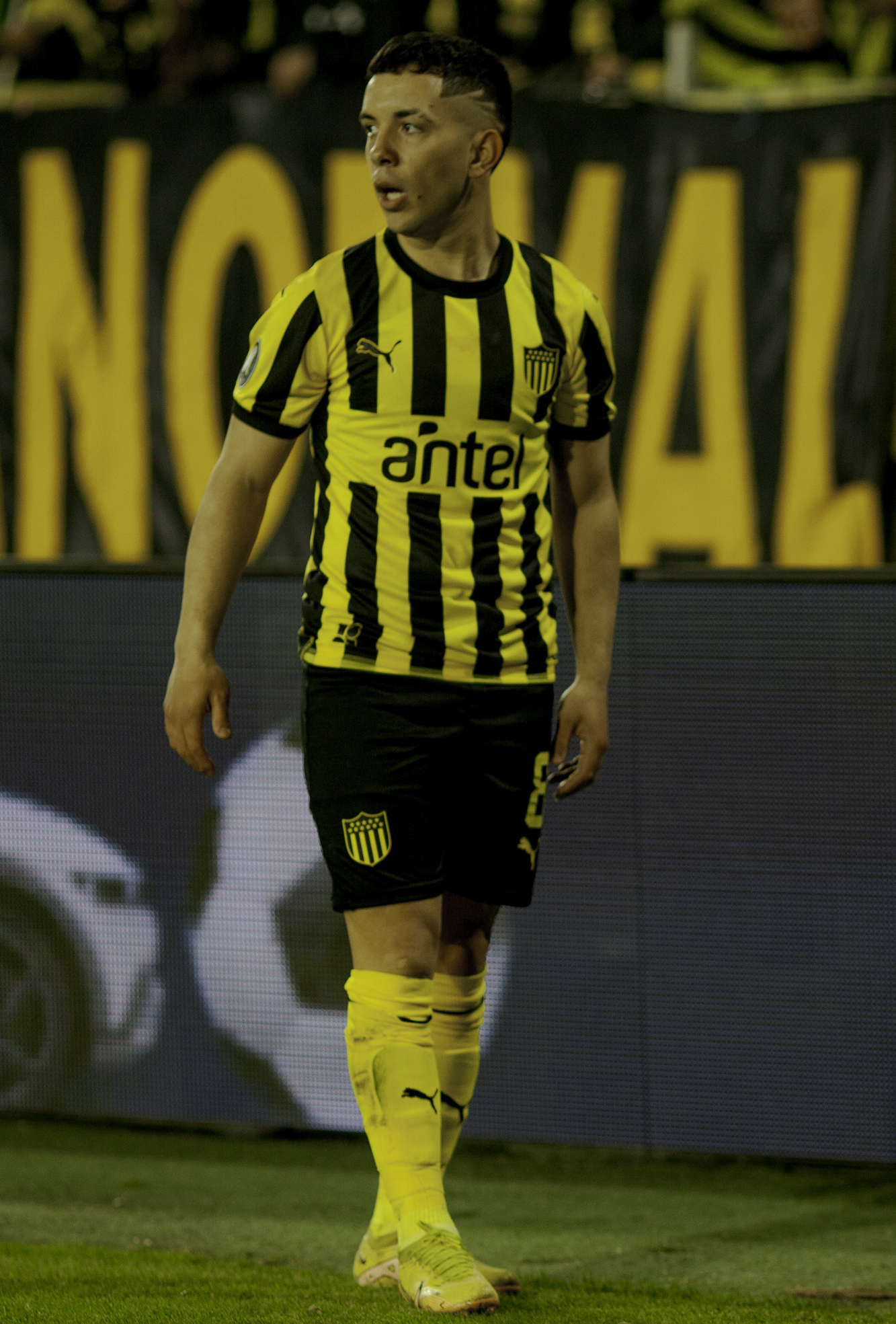
Fernández bei einem Spiel im August 2024

Leonardo Fernández, vollständiger Name Leonardo Cecilio Fernández López, (* 8. November 1998 in Montevideo) ist ein uruguayischer Fußballspieler.

## Karriere

### Verein
Der 1,66 Meter große Mittelfeldakteur Fernández gehört seit der Clausura 2015 dem Kader des Erstligisten Centro Atlético Fénix an, in dessen Jugendmannschaften er mindestens seit 2014 spielte. Bei den Montevideanern debütierte er im Alter von 16 Jahren unter Trainer Rosario Martínez am 31. Mai 2015 bei der 0:2-Auswärtsniederlage gegen den Club Atlético Peñarol in der Primera División, als er in der 86. Spielminute für Martín Ligüera eingewechselt wurde. In der Clausura 2015 lief er in insgesamt einem Erstligaspiel (kein Tor) auf. Während der Spielzeit 2015/16 folgten zwölf weitere Erstligaeinsätze (kein Tor). In der Saison 2016 standen acht weitere Erstligaeinsätze (kein Tor) und einer (kein Tor) in der Copa Sudamericana 2016 für ihn zu Buche.
Bei seinem Jugendklub blieb der Spieler bis 2019. Dann wechselte er nach Mexiko, wo er bei UANL Tigres unterzeichnete. 2019 wurde er von dort nach Chile an Universidad ausgeliehen und 2020 an Deportivo Toluca. Zu diesem wechselte er 2022. Im Juli 2023 wurde er nach Brasilien an Fluminense Rio de Janeiro ausgeliehen. Der Kontrakt erhielt eine Laufzeit bis Juni 2023.

### Nationalmannschaft
Fernández feierte am 13. November 2012 beim 2:1-Auswärtssieg im Freundschaftsspiel gegen die Newell’s Old Boys sein Debüt in der von Alejandro Garay trainierten U-15-Nationalmannschafts Uruguays. Insgesamt stehen 15 Länderspiele in dieser Altersklasse für ihn zu Buche. Dabei erzielte er zwei Treffer. Er nahm mit der Auswahl unter anderem am Caspian Cup im aserbaidschanischen Baku teil. Auch wirkte er beim Torneo Tahuichi Aguilera 2013 in Bolivien mit.
Seit 2014 gehört er unter Trainer Santiago Ostolaza der uruguayischen U-17-Auswahl an. In dieser debütierte er am 13. Mai jenes Jahres beim 3:0-Sieg im Freundschaftsspiel gegen Paraguay. Er war Mitglied des Aufgebots bei der U-17-Südamerikameisterschaft 2015 in Paraguay, bei der Uruguay den 5. Platz belegte. Im Laufe des Turniers kam er fünfmal zum Einsatz. Ein Tor schoss er nicht. Er insgesamt 5-mal in der U-17 eingesetzt. Vier Länderspieltore weist die Statistik für ihn aus.

## Erfolge
Fluminense
- Copa Libertadores: 2023